# フレデリクスボー県

フレデリクスボー県
Frederiksborg Amt

フレデリクスボー県（フレデリクスボーけん デンマーク語:Frederiksborg Amt）はかつて存在したデンマークの地方行政区画（県）。デンマーク東部、シェラン島北部に位置し、行政府所在地はヒレレズ。ロスキレ・フィヨルドを挟んだHorns Herredも領域内となっている。地方行政区画再編により、2006年12月31日をもって廃止され、翌2007年1月1日よりデンマーク首都地域に組み入れられた。